# Прес-пюре

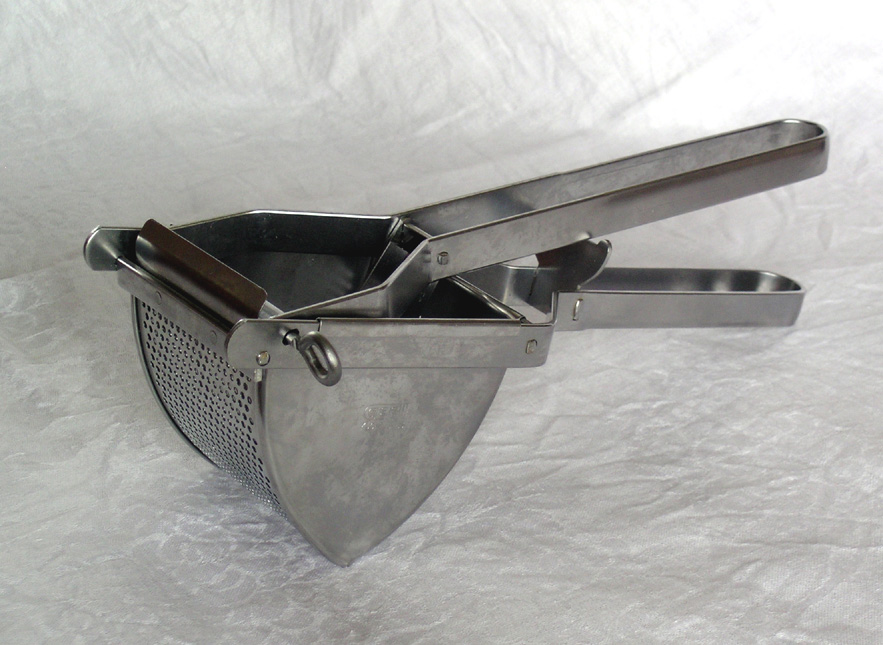
Прес-пюре

Прес-пюре́ — кухонний пристрій для приготування пюре з варених овочів: картоплі, моркви, буряків. 
Зазвичай виготовлені з металу — листової сталі, луджені, з алюмінію та нержавіючої сталі. Застосовується також для ягідного соку та томатного пюре.
Прес-пюре — ємність з дрібними отворами на довгій ручці, до ємності шарнірно приєднана ручка-важіль з пресом. За принципом дії прес-пюре подібне до пресу для часнику: ємність приблизно на 2/3 наповнюють очищеними вареними овочами і потім повільно зводять ручки приладу разом. З отворів видавлюється однорідна овочева маса без грудочок. Фізичні витрати на приготування пюре за допомогою цього пристосування значно менші, ніж при використанні товкачки.